# Tympanogaster summa
Tympanogaster summa är en skalbaggsart som beskrevs av Perkins 2006. Tympanogaster summa ingår i släktet Tympanogaster och familjen vattenbrynsbaggar. Inga underarter finns listade i Catalogue of Life.